# Wentworthville
Wentworthville est une ville de la banlieue de Sydney en Nouvelle-Galles du Sud.
Elle est nommée d'après D'Arcy Wentworth (en).

## Personnalités
Alyson Annan (1973-), joueuse de hockey sur gazon, double championne olympique.